# كيفن كولينز (لاعب هوكي الجليد)
كيفن كولينز (بالإنجليزية: Kevin Collins)‏ هو لاعب هوكي الجليد أمريكي، ولد في 15 ديسمبر 1950.